# Corinthians FC (Santo André)
Corinthians FC is een Braziliaanse voetbalclub uit de stad Santo André.

## Geschiedenis
De club werd opgericht op 15 augustus 1912 als Corinthians Foot-Ball Club. De club werd net als SC Corinthians Paulista vernoemd naar het Britse team Corinthian FC. De club stond aanvankelijk bekend als Corinthians de São Bernardo. In deze tijd was Santo André nog geen zelfstandige stad, maar een wijk van São Bernardo do Campo. In 1927 speelde de club in het Campeonato Paulista en werd er negende op veertien clubs. Omdat de competitie het jaar erop werd teruggebracht naar acht clubs degradeerde Corinthians. 